# 배터시교
배터시 교(영어: Battersea Bridge)는 잉글랜드 런던 템스강을 가로지르는 다리이다. 배터시 남쪽과 첼시 북쪽을 잇는다.